# Europadeklarationen
Europadeklarationen, även känd som gemenskapsstadgan, var en gemensam förklaring som utfärdades av utrikesministrarna från Belgien, Frankrike, Italien, Luxemburg, Nederländerna och Västtyskland den 18 april 1951 efter att de hade undertecknat Parisfördraget, som upprättade Europeiska kol- och stålgemenskapen (EKSG).
Deklarationen fastställde att upprättandet av kol- och stålgemenskapen innebar bildandet av ett ”organiserat Europa”, i enlighet med de principer som Frankrikes utrikesminister Robert Schuman hade presenterat i Schumandeklarationen den 9 maj 1950. Europadeklarationen innehöll bland annat följande uttalande:
| ”                                                      | Genom att underteckna fördraget om upprättandet av Europeiska kol- och stålgemenskapen, en gemenskap av hundrasextio miljoner européer, markerar de avtalsslutande parterna sin beslutsamhet att skapa den första överstatliga institutionen och därmed lägga grunden för ett organiserat Europa. Detta Europa är öppet för alla europeiska länder som fritt väljer att ansluta sig. Vi hoppas innerligt att andra länder kommer att ansluta sig till våra ansträngningar. | „ |
| – Svensk översättning av utdrag ur Europadeklarationen | |   |

Deklarationen undertecknades av Konrad Adenauer (Västtyskland), Paul van Zeeland och Joseph Meurice (Belgien), Robert Schuman (Frankrike), Carlo Sforza (Italien), Joseph Bech (Luxemburg) samt Dirk Stikker och Jan van den Brink (Nederländerna). Syftet med deklarationen var att påminna framtida generationer om den historiska förpliktelsen att skapa ett enat Europa med frihet och demokrati under rättsstatens principer.